# Dina Spybey
Dina Louise Spybey (Columbus, 29 agosto 1965) è un'attrice statunitense.
Dal 2000 è sposata con il regista Mark Waters.

## Filmografia parziale

### Cinema
- Striptease, regia di Andrew Bergman (1996)
- Il club delle prime mogli (The First Wives Club), regia di Hugh Wilson (1996)
- SubUrbia, regia di Richard Linklater (1996)
- In viaggio verso il mare (Julian Po), regia di Alan Wade (1997)
- Hollywood brucia (An Alan Smithee Film: Burn Hollywood Burn), regia di Alan Smithee (1997)
- John Q, regia di Nick Cassavetes (2002)
- Full Frontal, regia di Steven Soderbergh (2002)
- Quel pazzo venerdì (Freaky Friday), regia di Mark Waters (2003)
- La casa dei fantasmi (The Haunted Mansion), regia di Rob Minkoff (2003)
- Se solo fosse vero (Just Like Heaven), regia di Mark Waters (2005)

### Televisione
- X-Files (The X-Files) – serie TV, episodio 3x17 (1996)
- Modern Family – serie TV, 1 episodio (2013)

## Doppiatrici italiane
- Serena Verdirosi in Quel pazzo venerdì
- Antonella Rendina in La casa dei fantasmi
- Francesca Guadagno in Se solo fosse vero